# Amazonelamantijn
De amazonelamantijn (Trichechus inunguis), ook wel amazonezeekoe of Zuid-Amerikaanse lamantijn genoemd, is een lamantijn (zeekoe) die in het stroomgebied van de Amazone voorkomt (waaronder ook de zijrivieren van de Amazone en de monding van de Amazone), in Brazilië, Colombia, Ecuador, Guyana en Peru. De wetenschappelijke naam van de soort werd in 1883 voor het eerst geldig gepubliceerd door Johann Natterer.

## Beschrijving
De amazonelamantijn is de kleinste van de drie lamantijnensoorten. Individuen kunnen tot 3 m lang en 450 kg zwaar worden. De huid is glad en niet gerimpeld zoals bij de andere lamantijnensoorten. De amazonelamantijn lijkt veel op de Caribische lamantijn maar is iets kleiner en heeft karakteristieke witte en roze vlekken op de borst en buik. Anders dan de Caribische lamantijn heeft de amazonelamantijn geen nagels op de zwemvinnen, zoals de wetenschappelijke naam inunguis ("nagelloos") al aangeeft.
Het is een van de weinige zeezoogdieren die in zoetwater leven. Het is ook het enige zoogdier waarbij de kiezen constant vervangen worden. Nieuwe kiezen groeien aan achter in de kaak en vervangen de oude en versleten kiezen voor in de kaak. Bij de verwante olifant worden de kiezen ook vervangen, maar de olifant heeft maar een beperkt aantal vervangingskiezen.
De Nederlandse bioloog Marc van Roosmalen heeft een dwergvorm beschreven die in de Arauazinho, een zijrivier van de Amazone, voorkomt. Deze variëteit is 130 cm lang en komt voor in snelstromend water. Volgens van Roosmalen gaat het om een ondersoort, maar dit is nog niet algemeen geaccepteerd.

## Bedreiging
Het vlees van de amazonelamantijn is erg vet en smakelijk. Het was populair bij jezuïeten die in de 16e en 17e eeuw missieposten langs de Amazone stichtten. Omdat ze dachten dat de lamantijn een vis was, aten ze het vlees ook op vrijdag.
Tegenwoordig is de amazonelamantijn een bedreigde diersoort, voornamelijk door zware jacht en vernietiging van zijn habitat door houtkap. De soort wordt sinds 1982 door  de IUCN aangemerkt als kwetsbaar. De soort is ook sinds 1975 opgenomen in Bijlage I (met uitsterven bedreigde soorten) van de Convention on International Trade in Endangered Species of Wild Fauna and Flora (CITES).

## Afbeeldingen

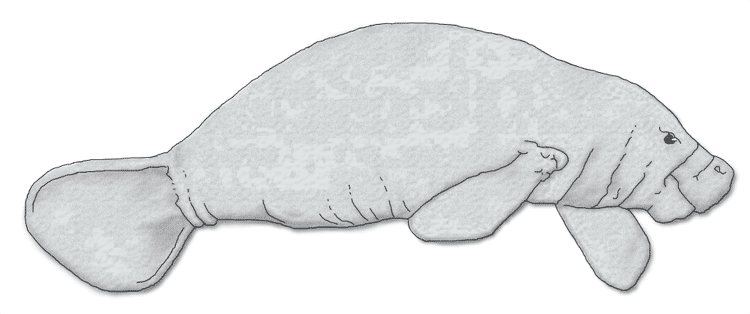
Schets
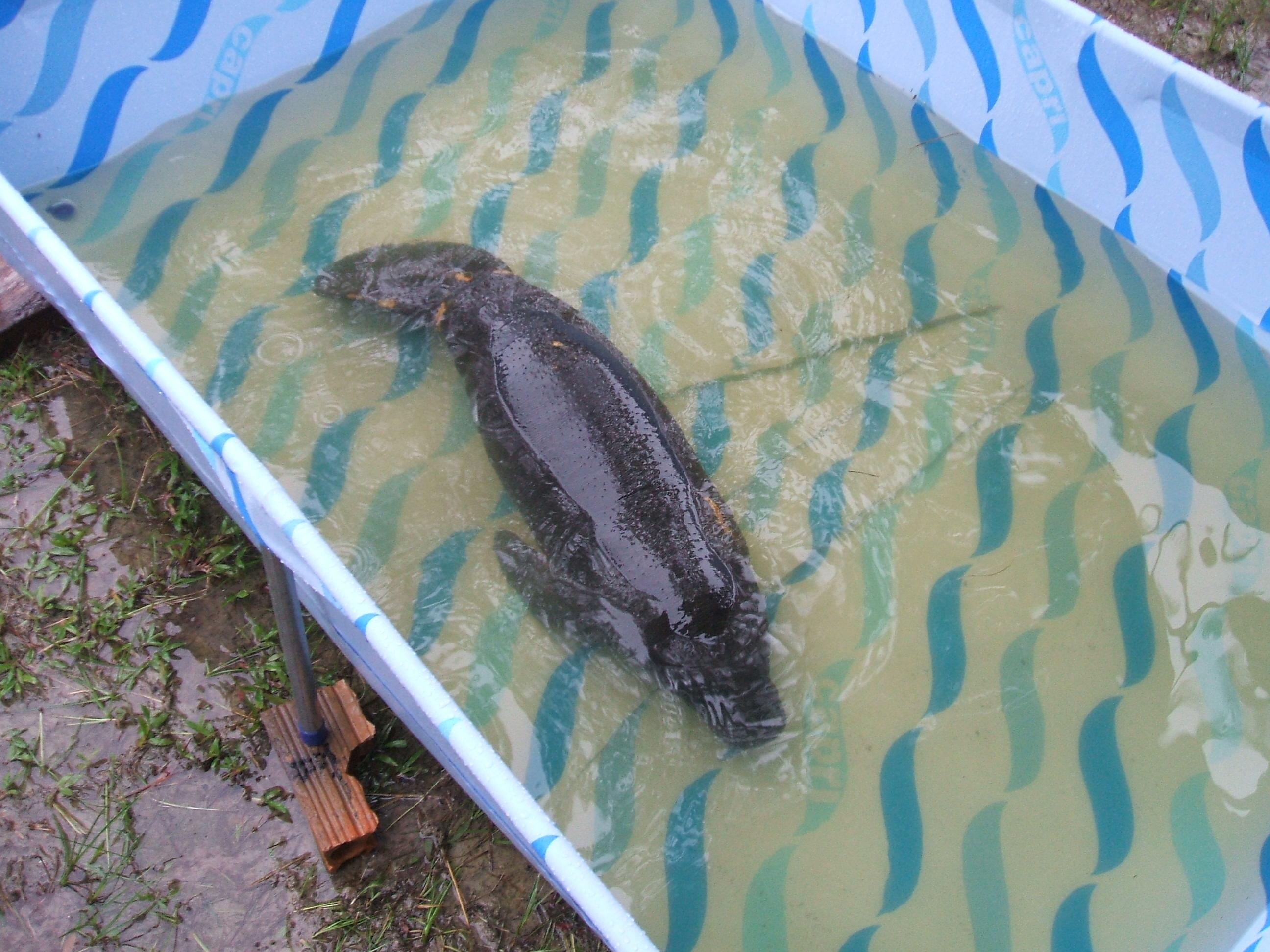
Juveniel
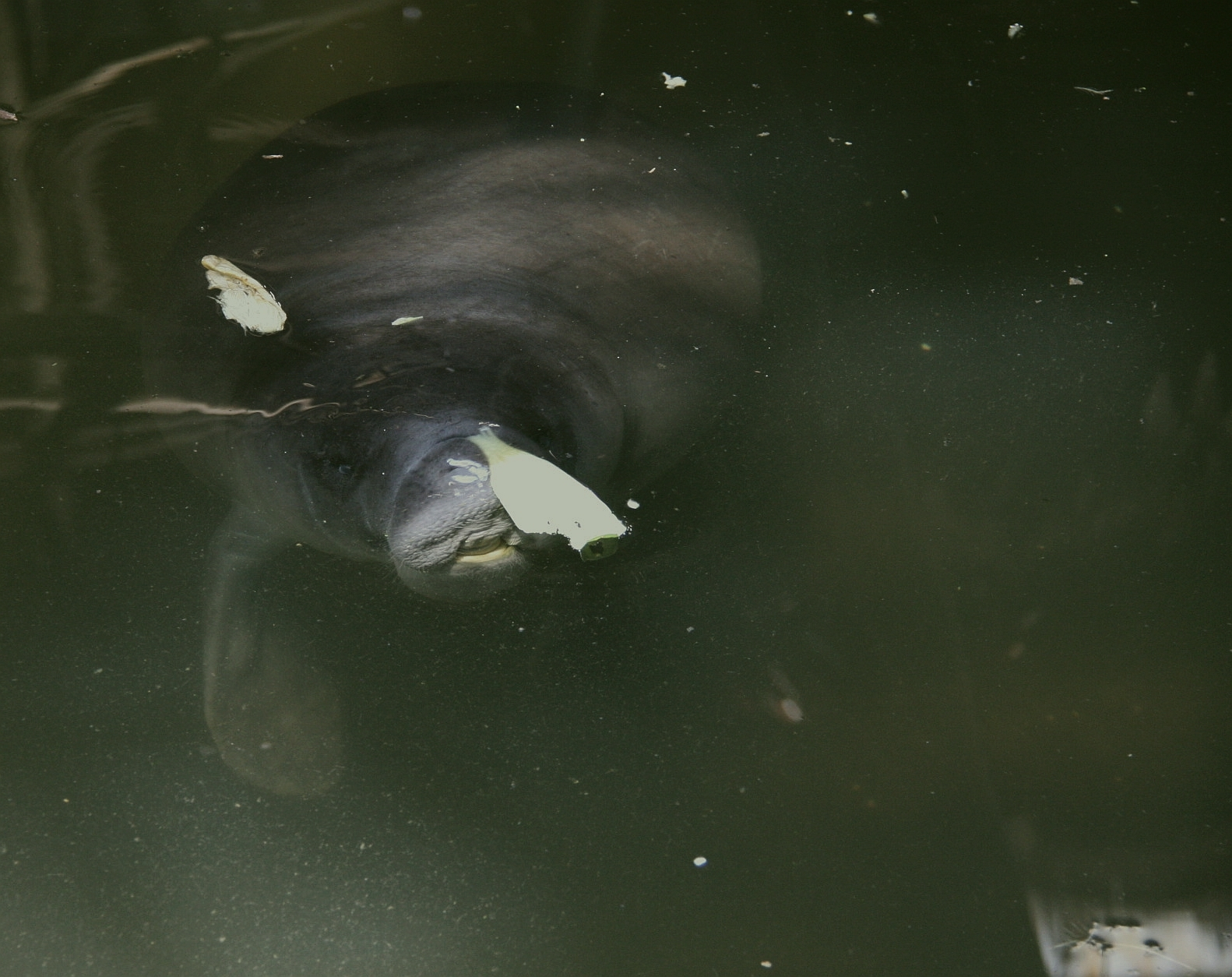

Doejong (Dugong dugon) · †Stellerzeekoe (Hydrodamalis gigas) · Amazonelamantijn (Trichechus inunguis) · Caribische lamantijn (Trichechus  manatus) · West-Afrikaanse lamantijn (Trichechus senegalensis)